# John Brenner (Leichtathlet)
John Brenner (* 4. Januar 1961) ist ein ehemaliger US-amerikanischer Leichtathlet, der vor allem im Kugelstoßen erfolgreich war.
1984 gewann Brenner für die University of California startend die NCAA-Meisterschaften im Kugelstoßen und im Diskuswurf. 1986 und 1987 wurde er US-amerikanischer Meister im Kugelstoßen.
Bei den Leichtathletik-Weltmeisterschaften 1987 in Rom errang Brenner mit einer Weite von 21,75 m die Bronzemedaille im Kugelstoßen hinter dem Schweizer Werner Günthör (22,23 m) und dem Italiener Alessandro Andrei (21,88 m). Im Diskuswurf schied er hingegen in der Qualifikationsrunde aus.
John Brenner ist 1,92 m groß und hatte ein Wettkampfgewicht von 127 kg.